# Guyuan, Zhangjiakou
Guyuan är ett härad som lyder under Zhangjiakous stadsområde i Hebei-provinsen i norra Kina.